# Eupithecia spadiceata
Eupithecia spadiceata là một loài bướm đêm trong họ Geometridae.